# Scharrebiersluis (Amsterdam)
Scharrebiersluis (brug 278) is een ophaalbrug in Amsterdam-Centrum. De brug is vernoemd naar scharrebier, een goedkoop biertje van matige kwaliteit, dat hier ter plaatse gekocht werd door wachtende schippers. De naam is sinds circa 1990 tevens terug in de naam van Café Scharrebier (daarvoor Café De Keijser).

## Ligging
De brug vormt de verbinding tussen het Rapenburgerplein en Foeliedwarsstraat op Rapenburg aan de westkant en het Kadijksplein en de Laagte Kadijk aan de oostkant. Ze overspant daarbij de Rapenburgerschutsluis, die de verbinding vormt tussen Nieuwe Herengracht en Schippersgracht.

## Geschiedenis
Alhoewel gelegen in het centrum van Amsterdam, is de brug hier relatief jong. Op zijn kaart uit 1737 tekende Gerrit de Broen bijvoorbeeld hier ter plaatse alleen de noordelijke sluisdeuren, verkeer moest uitwijken naar de noordelijker gelegen Kortjewantsbrug (brug 487). Deze laatste brug verdween (tijdelijk). Er kwam in 1876 een dubbele basculebrug, deze was nodig omdat dit stuk vaart opgenomen werd in de staande-masten-route aan deze kant van de stad. Toen er even later een tramroute naar de Czaar Peterstraat alhier gepland werd, moest er een nieuwe overspanning komen. Een dubbele basculebrug vond men hier te instabiel en er kwam een ijzeren ophaalbrug uit de koker van de Dienst der Publieke Werken. De aanbesteding voor de bovenbouw en machinerieën vond plaats op 23 oktober 1905, dan nog onder de officiële naam Rapenburgerschutsluis (z.g. Scharbiersluis).   Nog geen jaar later werd de aanbesteding uitgeschreven voor de ombouw van de dubbele basculebrug naar de ophaalbrug.  Van wie het ontwerp is, is niet geheel duidelijk, maar bruggenman (de latere directeur) Wichert Arend de Graaf, bemoeide zich regelmatig met dit soort bruggen, zie bijvoorbeeld de Entrepotdoksluis. In 1906 lag er een nieuwe brug. De brug moest nog met de hand bediend worden tot 1913, toen kwam de elektrische tram hier en kwam elektriciteit beschikbaar om de brug te openen en sluiten. Bij de bouw van de brug ging iets mis, waardoor de val enigszins scheluw kwam de hangen. In die tijd kwam er ook weer het verzoek de Kortjewantsbrug in ere te herstellen, er lag aan de IJ-oevers een vreemde knik in de weg, bovendien wilde men een doorgaande route naar de Kattenburgerbrug in het kader van het "Schema voor verkeersverbeteringen in de binnenstad (1931)". Het zou nog dertig jaar duren voordat die brug er kwam. Het plan was dan dat de Scharrebiersluis verwijderd kon worden, ze zou nutteloos zijn, want de Kortjewantsbrug is zeer breed. De Scharrebiersluis bleef tijdens de bouw van de nieuwe brug nog als noodbrug liggen, daarna werd ze al verkeersbrug voor plaatselijk verkeer behouden. 
Bij warm weer moet de brug om beweegbaar te blijven gekoeld worden. De bediening van de brug vond vanaf het gereedkomen van de Kortjewantsbrug plaats vanuit het brugwachtershuisje aldaar, later werd zij centraal bediend, maar het brugwachtershuisje staat nog naast de brug.      

## Renovaties
In 1986/1987 moest de brug een flinke opknapbeurt krijgen, waarbij ook het oorspronkelijk mankement eindelijk verholpen kon worden. Bij die opknapbeurt werd getracht de brug zoveel mogelijk in de originele staat te houden. De ijzeren hekwerken, al uit dienst, werden gehandhaafd en de nieuwe rood-witte slagbomen werden in staande stand weggewerkt en aan het zicht onttrokken.
Van oktober 2022 tot en met augustus 2023 vond een grootscheepse renovatie van de brug plaats. Herstel was broodnodig, men had het idee dat het anders te laat zou zijn. Daarvoor werd ze van haar plaats gehaald. Men had eerst het idee dat de stremming maar zes maanden zou duren, maar tekort aan mankracht en het vaarseizoen verhinderden een snelle oplevering. De brug moest losgekoppeld worden van de landhoofden. In augustus 2023 werd de brug door een hijskraan op een ponton op haar plek gehesen. In oktober 2023 kon de brug weer geopend worden voor het verkeer.

## Monument
In 2001 werd de brug uitgeroepen tot rijksmonument. Het monumentenregister omschreef de brug in 2017 als volgt. De landhoofden zijn uitgevoerd in baksteen en natuursteen. De val wordt gevormd door stalen randliggers met een deels houten brugdek. De hameipoort is van geklonken staal met een balans uitgevoerd in vakwerk. Het eveneens stalen bewegingswerk is uitgevoerd in kwadranten; ook de hefkabels zijn van staal. De balustrades op de brug zijn van smeedijzer, die op de vaste delen van gierijzer en hebben een 18e-eeuws aandoend uiterlijk.

## Afbeeldingen

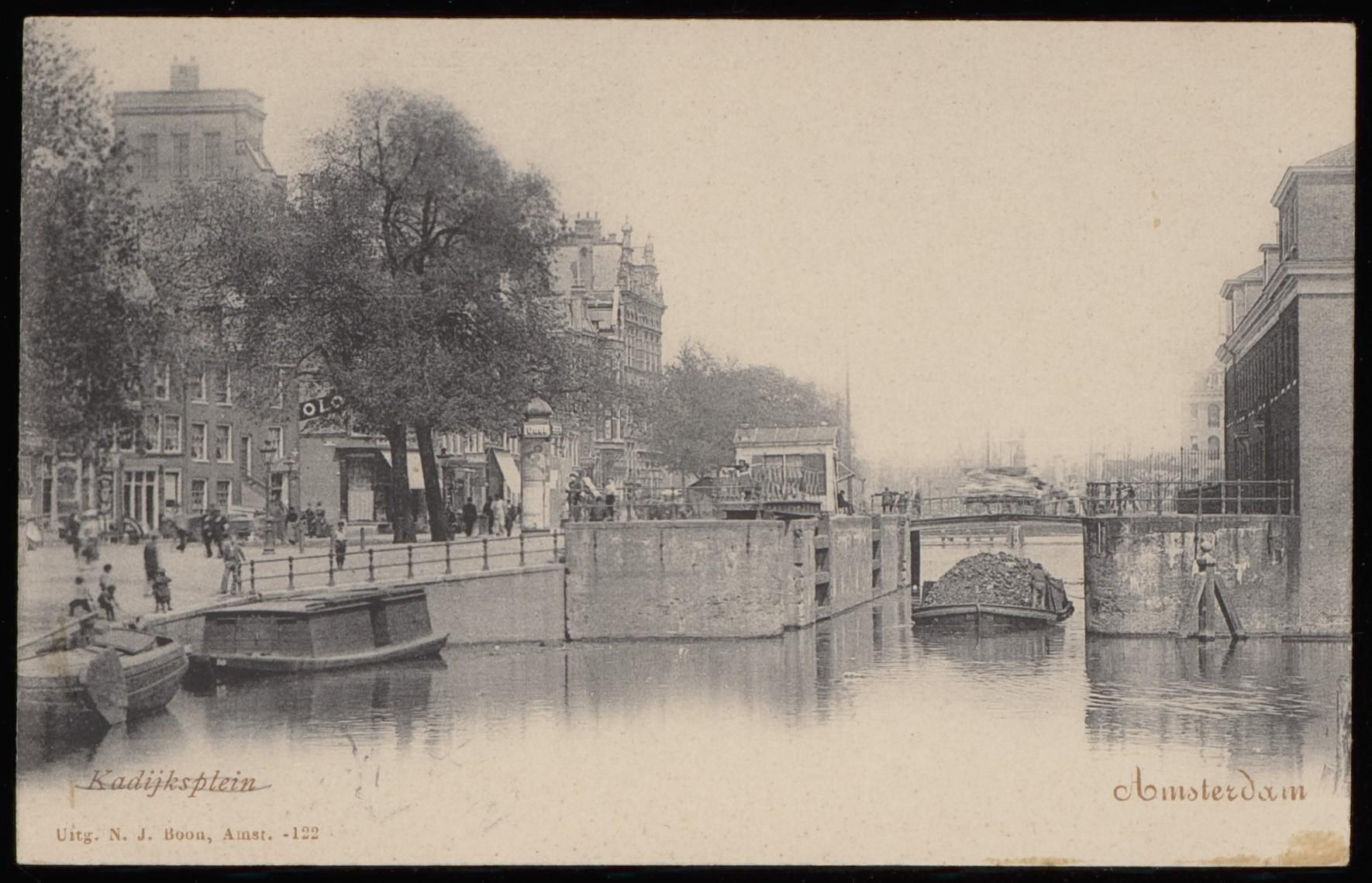
De dubbele basculebrug in circa 1900
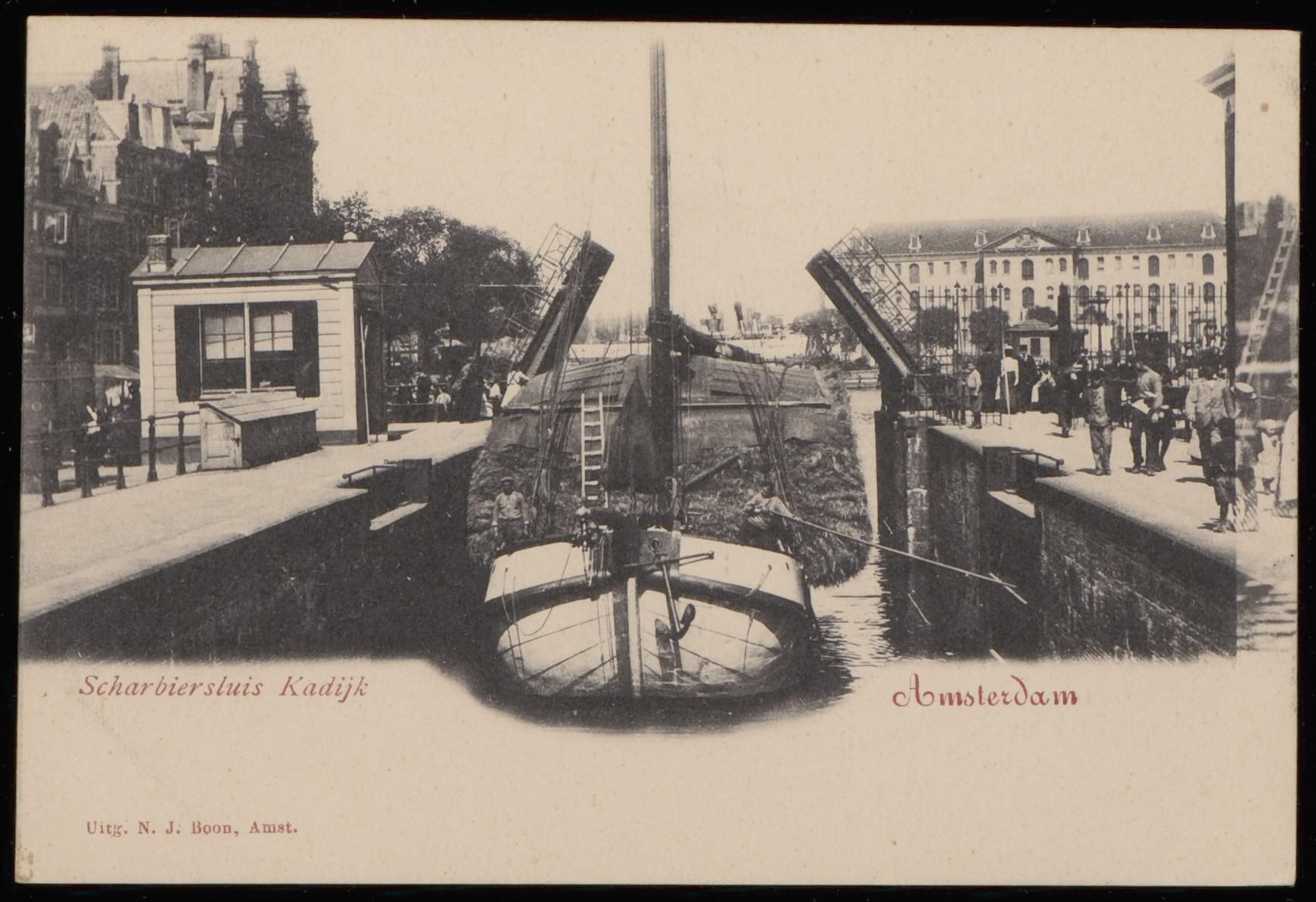
Dezelfde brug in geopende stand (circa 1900)
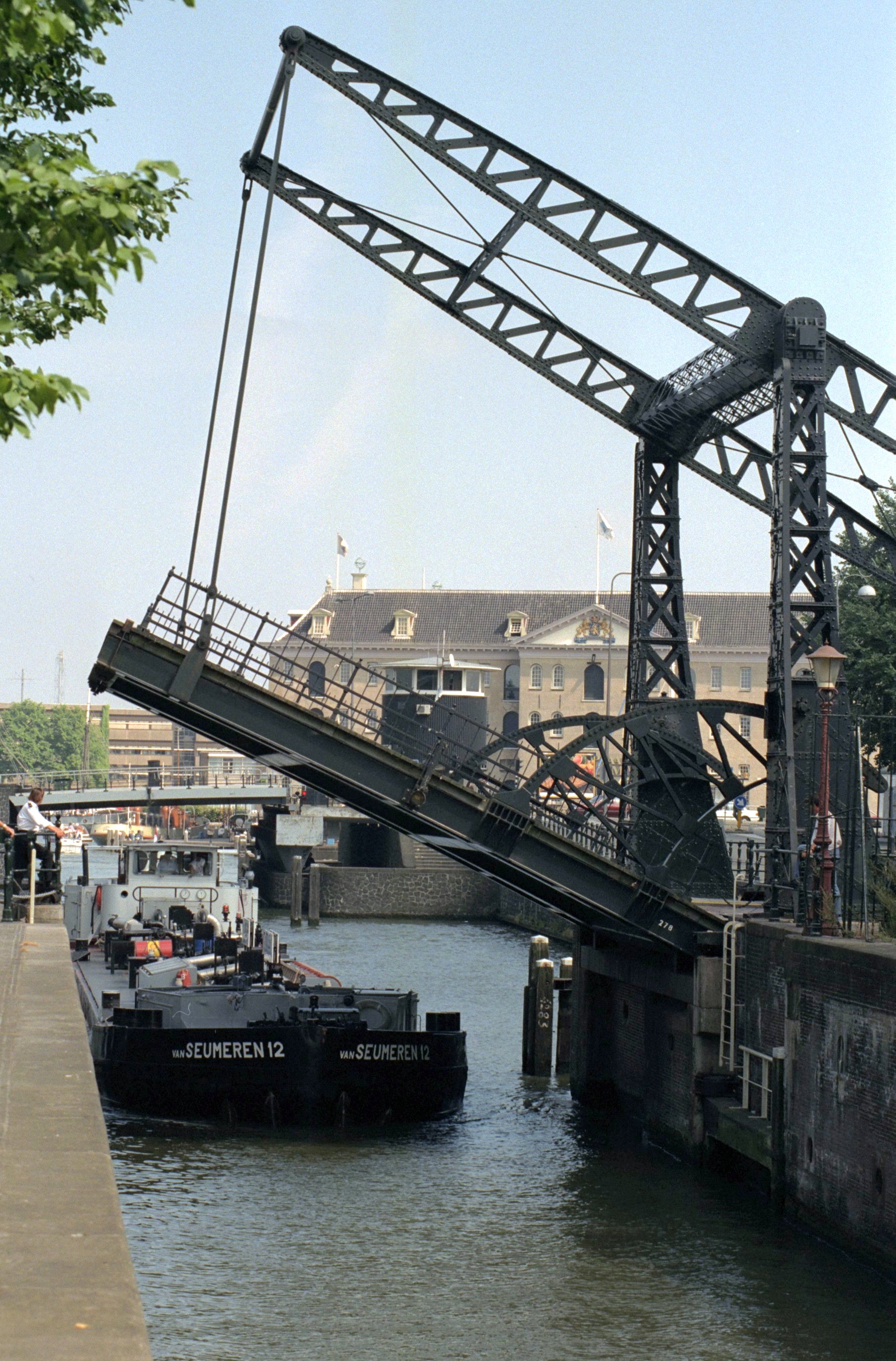
De brug geopend (2007)
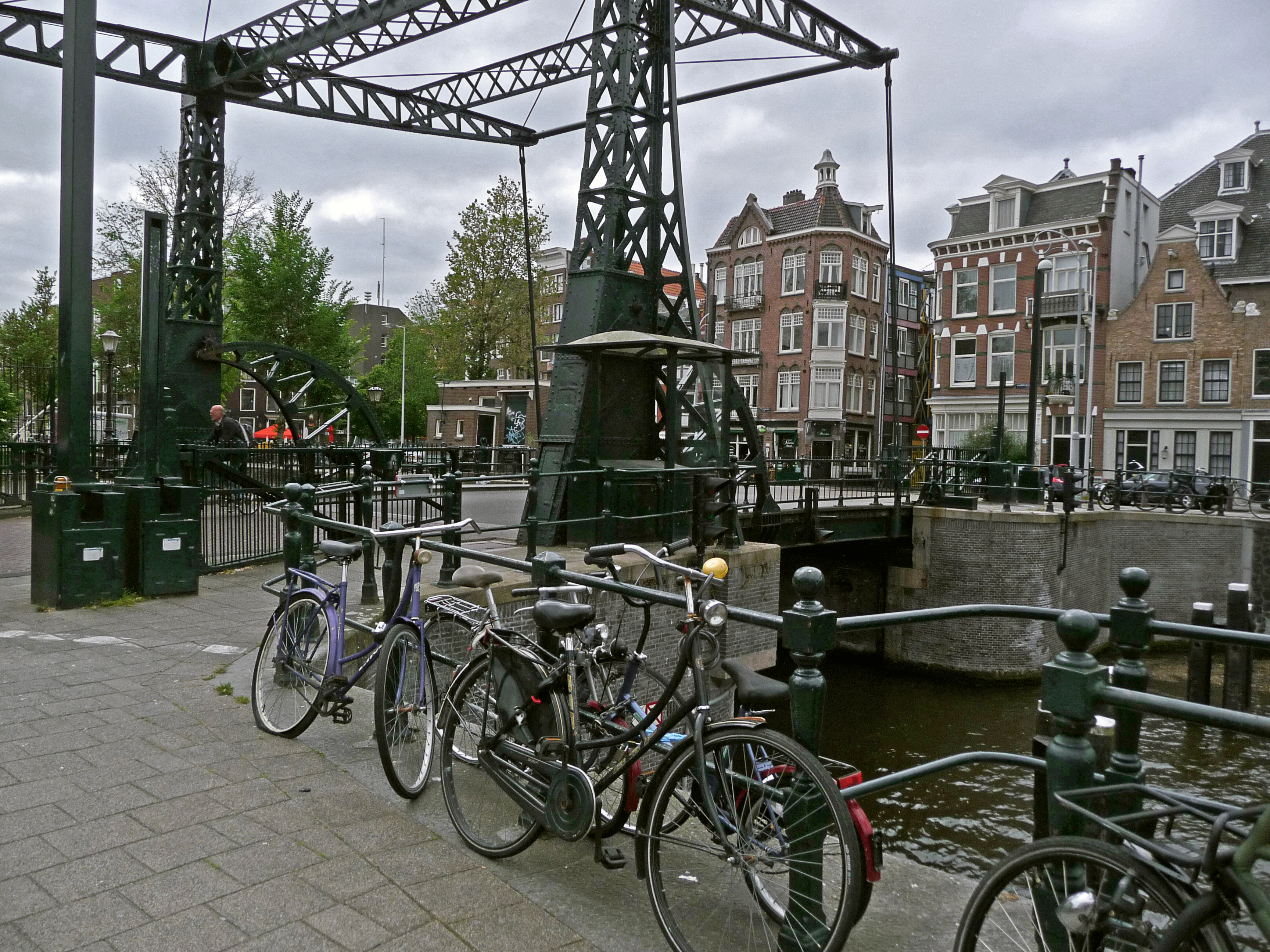
De brug in 2013 gezien vanaf Kadijksplein

<<< · 200 · 201 · 202 · 203 · 204 · 205 · 206 · 207 · 208 · 209 ·  210 · 211 · 212 · 213 · 214 · 215 · 216 · 217 · 218 · 220 · 221 · 222 · 223 · 224 · 225 · 226 · 227 · 228 · 228P · 229 · 230 · 231 · 232 · 233 · 234 · 235 · 236 · 237 · 238 · 239 ·  240 · 241 · 242 · 243 · 244 · 245 · 246 · 247 · 248 · 249 ·  250 · 251 · 252 · 253 · 254 · 255 · 256 · 257 · 258 · 259 · 260 · 261 · 262 · 263 · 264 · 265 · 266 · 267 · 270 · 271 · 272 · 273 · 274 · 275 · 277 · 278 · 279 · 280 · 281 · 283 · 285 · 286 · 287 · 288 · 289 · 290 · 291 · 292 · 293 · 295 · 296 · 297 · 298 · 299 · >>>
Brugnummers 219, 268, 269, 276, 282, 284, 294 zijn niet (meer) in omloop.